# TeenNick Magyarország
TeenNick – węgierski kanał telewizyjny należący do ViacomCBS Networks EMEAA; węgierska wersja amerykańskiego kanału TeenNick.

## Historia
TeenNick jest nadawany przez ViacomCBS Networks EMEAA od 12 stycznia 2021 r., po zamknięciu kanału RTL Spike. Kanał jest jednocześnie nadawany z Nickelodeon Teen.